# Carl Eduard Eschke
Carl Eduard Esc(h)ke, modernisiert Karl Eduard Esc(h)ke, Pseudonyme: Eduard Floraldin und Eduard Lenz, (* 15. März 1805 in Zittau; † 2. Juli 1891 in Jena) war ein lutherischer Theologe und Autor, der in der Regel unter Pseudonym schrieb.

## Leben
Esc(h)ke wurde in Zittau geboren, wo er die Schule und das Gymnasium besuchte. An der Universität Leipzig studierte er im Anschluss evangelische Theologie. 1826 wurde er zunächst Hilfslehrer an der Allgemeinen Stadtschule in Zittau. Im Jahre 1836 ging Eschke als Diakon für einige Jahre in das benachbarte Hirschfelde, bevor er 1840 wieder nach Zittau zurückkehrte, um hier Katechet und Frühprediger an der Dreifaltigkeitskirche zu werden. Ab dem Jahre 1854 wirkte er als zweiter Diakon an der Hauptkirche Sankt Johannis und gleichzeitig als Frühprediger an der Kirche Sankt Petri-Pauli. Im Jahre 1875 trat er im Alter von 70 Jahren in den Ruhestand. Er zog in die Universitätsstadt Jena, wo er 1891 starb.

## Werke (Auswahl)
- Die Flucht von der Pleißenburg. Erzählung aus der Mitte des 16. Jahrhunderts, Leipzig, 1826.
- Die Calvinisten in Leipzig. Erzählung aus dem letzten Drittel des 16. Jahrhunderts, drei Teile, Leipzig, 1827.
- Der Oybin und seine Ruinen, eine Skizze mit lithographiertem Titel und zwei lithographischen Ansichten auf Tafeln, Zittau, J. D. Schöpsische Buch- und Kunsthandlung, o. J. [1832] (Die Lithographien stammen von E. Sachse aus Görlitz und wurden nach den Originalen von J. Müller angefertigt.)
- Worte der Weihe, gesprochen am 12. Juni 1864 beim Fahnenweihfeste des Zittauer Militärvereins. In: Kamerad, 1864, Nr. 27.
- Deutsche Wacht. Dramatisches Gesicht, 1877.